# Eilema oberthuri
Eilema oberthuri là một loài bướm đêm thuộc phân họ Arctiinae, họ Erebidae.